# Radical (chimie)

Radicalul trifenilmetil

În chimie, un radical (denumit și radical liber) reprezintă o grupare de atomi ai unei molecule, neutră din punct de vedere electric, care are una sau mai multe valențe nesaturate și care se comportă în reacțiile chimice ca un element unic.
Acest concept a fost introdus de chimistul rus Moses Gomberg, care, în 1900, descrie pentru prima dată un astfel de radical și anume trifenilmetil.

## Exemple
- monoxid de azot, (NO)
- oxigen molecular, (O2)
- hidroxil, (HO•)

## Proprietăți
Radicalii sunt intermediari de reacție care se formează prin scindarea simetrica a unei legături chimice, când electronii  sunt împărțiți in mod egal intre cei doi atomi care formează legătura. Cel mai adesea radicalii liberi sunt formați prin fotoliza legăturilor chimice ca urmare a absorbției unui foton, și trecerii moleculei într-o stare excitata de singlet sau triplet. Daca legătura chimica scindata a fost una >C-O-, atunci nou-formații radicali for fi localizați pe atomii de C si de oxigen, >C• si respectiv -O•.
Radicalii liberi sunt foarte reactivi și pot interacționa fie cu grupări funcționale care conțin legături duble >C=C< prin adiție, fie pot atrage un atom de H, creând în loc un nou radical.
Electronul neîmperecheat poate fi localizat atât la un atom de carbon, C, cât și pe alți atomi, ca de exemplu oxigen, O. Într-o reacție chimica în soluție radicalii au o viata foarte scurta, intre nanosecunde și microsecunde. Într-un mediu care încetinește considerabil difuzia, cum ar fi un film de polimer, radicalii pot avea o viata lunga, de ordinul secundelor și chiar minutelor. La temperaturi foarte scăzute, cum ar fi într-un mediu alat în azot lichid, radicalii pot fi studiați cu o tehnica special numita spectroscopie de rezonanta electronica (electron paramagnetic resonance spectroscopy). 
Formarea radicalilor în reacții de fotoliza este folosita uneori în polimerizarea radicalica, în special în obținerea de polimeri pe baza de monomeri acrilici.
Daca în mediul de reacție în care s-au format radicalii liberi de carbon exista oxigen, atunci acesta va interacționa foarte repede cu acești intermediari, formând radicali peroxi, >C•  +  O2   ->   >C-O-O•.